# 1000 km de Spa-Francorchamps 2011

El Circuito de Spa-Francorchamps

Los 1000 km de Spa-Francorchamps 2011, fue un evento de carreras de deportes de resistencia celebrado en el Circuito de Spa-Francorchamps, Spa, Bélgica, del 5 al 7 de mayo de 2011. Spa- Francorchamps fue la segunda carrera de la Temporada 2011 de la Intercontinental Le Mans Cup.

## Clasificación
Los ganadores de las poles en cada clase están marcados en negrita.
| Pos | Clase   | Equipo                      | Piloto                | Tiempo     | Grilla |
| --- | ------- | --------------------------- | --------------------- | ---------- | ------ |
| 1   | LMP1    | #1 Audi Sport Team Joest    | Timo Bernhard         | 2:01.502   | 1      |
| 2   | LMP1    | #2 Audi Sport Team Joest    | André Lotterer        | 2:01.788   | 2      |
| 3   | LMP1    | #3 Audi Sport North America | Tom Kristensen        | 2:02.145   | 3      |
| 4   | LMP1    | #10 Team Oreca-Matmut       | Nicolas Lapierre      | 2:05.482   | 4      |
| 5   | LMP1    | #12 Rebellion Racing        | Nicolas Prost         | 2:06.767   | 5      |
| 6   | LMP1    | #20 Quifel ASM Team         | Olivier Pla           | 2:07.290   | 6      |
| 7   | LMP1    | #16 Pescarolo Team          | Christophe Tinseau    | 2:07.528   | 7      |
| 8   | LMP1    | #15 OAK Racing              | Matthieu Lahaye       | 2:07.729   | 8      |
| 9   | LMP1    | #23 MIK Corse               | Giacomo Piccini       | 2:08.821   | 9      |
| 10  | LMP2    | #42 Strakka Racing          | Danny Watts           | 2:10.016   | 10     |
| 11  | LMP2    | #46 TDS Racing              | Mathias Beche         | 2:10.141   | 11     |
| 12  | LMP2    | #26 Signatech Nissan        | Franck Mailleux       | 2:10.474   | 12     |
| 13  | LMP1    | #7 Peugeot Sport Total      | Marc Gené             | 2:10.725   | 13     |
| 14  | LMP2    | #45 Boutsen Energy Racing   | Nicolas de Crem       | 2:11.183   | 14     |
| 15  | LMP2    | #41 Greaves Motorsport      | Tom Kimber-Smith      | 2:11.218   | 15     |
| 16  | LMP2    | #40 Race Performance        | Ralph Meichtry        | 2:11.306   | 16     |
| 17  | LMP2    | #44 Extrême Limite AM Paris | Fabien Rosier         | 2:11.842   | 17     |
| 18  | LMP1    | #9 Peugeot Sport Total      | Simon Pagenaud        | 2:12.108   | 18     |
| 19  | LMP2    | #35 OAK Racing              | Andrea Barlesi        | 2:12.373   | 19     |
| 20  | LMP2    | #39 Pecom Racing            | Pierre Kaffer         | 2:13.584   | 20     |
| 21  | FLM     | #92 Neil Garner Motorsport  | Phil Keen             | 2:13.592   | 21     |
| 22  | LMP2    | #33 Level 5 Motorsports     | Christophe Bouchut    | 2:13.851   | 22     |
| 23  | LMP2    | #43 RLR msport              | Rob Garofall          | 2:14.122   | 23     |
| 24  | FLM     | #91 Hope Racing             | Nicolas Marroc        | 2:14.431   | 24     |
| 25  | FLM     | #99 JMB Racing              | Olivier Lombard       | 2:17.120   | 25     |
| 26  | FLM     | #93 Genoa Racing            | Elton Julian          | 2:18.219   | 26     |
| 27  | FLM     | #95 Pegasus Racing          | Julien Schell         | 2:18.757   | 27     |
| 28  | GTE-Pro | #71 AF Corse                | Jaime Melo            | 2:20.743   | 28     |
| 29  | GTE-Pro | #66 JMW Motorsport          | Rob Bell              | 2:20.915   | 29     |
| 30  | GTE-Pro | #51 AF Corse                | Giancarlo Fisichella  | 2:21.086   | 30     |
| 31  | GTE-Pro | #77 Team Felbermayr-Proton  | Marc Lieb             | 2:21.291   | 31     |
| 32  | GTE-Pro | #55 BMW Motorsport          | Augusto Farfus        | 2:21.460   | 32     |
| 33  | GTE-Pro | #89 Hankook Team Farnbacher | Dominik Farnbacher    | 2:21.779   | 33     |
| 34  | GTE-Pro | #56 BMW Motorsport          | Andy Priaulx          | 2:22.219   | 34     |
| 35  | GTE-Pro | #76 IMSA Performance Matmut | Wolf Henzler          | 2:22.955   | 35     |
| 36  | GTE-Am  | #67 IMSA Performance Matmut | Nicolas Armindo       | 2:23.007   | 36     |
| 37  | GTE-Pro | #58 Luxury Racing           | Anthony Beltoise      | 2:23.063   | 37     |
| 38  | GTE-Am  | #61 AF Corse                | Marco Cioci           | 2:23.269   | 38     |
| 39  | GTE-Am  | #82 CRS Racing              | Phil Quaife           | 2:23.485   | 39     |
| 40  | GTE-Pro | #75 Prospeed Competition    | Marc Goossens         | 2:23.639   | 40     |
| 41  | GTE-Am  | #60 Gulf AMR Middle East    | Fabien Giroix         | 2:23.727   | 41     |
| 42  | GTE-Am  | #70 Kessel Racing           | Philipp Peter         | 2:24.050   | 42     |
| 43  | GTE-Am  | #88 Team Felbermayr-Proton  | Horst Felbermayr, Jr. | 2:24.599   | 43     |
| 44  | GTE-Am  | #50 Larbre Compétition      | Gabriele Gardel       | 2:24.773   | 44     |
| 45  | GTE-Pro | #65 Lotus Jetalliance       | James Rossiter        | 2:25.124   | 45     |
| 46  | GTE-Am  | #62 CRS Racing              | Pierre Ehret          | 2:25.617   | 46     |
| 47  | GTE-Am  | #63 Proton Competition      | Christian Ried        | 2:26.797   | 47     |
| 48  | GTE-Pro | #59 Luxury Racing           | Frédéric Makowiecki   | 2:27.098   | 48     |
| 49  | GTE-Am  | #57 Krohn Racing            | Tracy Krohn           | 2:28.677   | 49     |
| 50  | LMP1    | #8 Peugeot Sport Total      | Sin Tiempo            | Sin Tiempo | 50     |
| 51  | LMP1    | #13 Rebellion Racing        | Sin Tiempo            | Sin Tiempo | 51     |
| 52  | GTE-Pro | #64 Lotus Jetalliance       | Sin Tiempo            | Sin Tiempo | 52     |
| 53  | GTE-Am  | #72 AF Corse                | Sin Tiempo            | Sin Tiempo | 53     |
| 54  | GTE-Pro | #79 JOTA                    | Sin Tiempo            | Sin Tiempo | 54     |

## Carrera
Ganadores de la clase en negrita. Los coches que no completan el 70% de la distancia del ganador son marcados como No Clasificados (NC).
| Pos                  | Clase   | No | Equipo                   | Pilotos                                                  | Chasis                               | Neumáticos | Vueltas |
| Pos                  | Clase   | No | Equipo                   | Pilotos                                                  | Motor                                | Neumáticos | Vueltas |
| -------------------- | ------- | -- | ------------------------ | -------------------------------------------------------- | ------------------------------------ | ---------- | ------- |
| 1                    | LMP1    | 7  | Peugeot Sport Total      | Alexander Wurz Anthony Davidson Marc Gené                | Peugeot 908                          | M          | 161     |
| 1                    | LMP1    | 7  | Peugeot Sport Total      | Alexander Wurz Anthony Davidson Marc Gené                | Peugeot HDi 3.7 L Turbo V8 (Diesel)  | M          | 161     |
| 2                    | LMP1    | 8  | Peugeot Sport Total      | Franck Montagny Stéphane Sarrazin Nicolas Minassian      | Peugeot 908                          | M          | 161     |
| 2                    | LMP1    | 8  | Peugeot Sport Total      | Franck Montagny Stéphane Sarrazin Nicolas Minassian      | Peugeot HDi 3.7 L Turbo V8 (Diesel)  | M          | 161     |
| 3                    | LMP1    | 3  | Audi Sport North America | Allan McNish Rinaldo Capello Tom Kristensen              | Audi R18 TDI                         | M          | 160     |
| 3                    | LMP1    | 3  | Audi Sport North America | Allan McNish Rinaldo Capello Tom Kristensen              | Audi TDI 3.7 L Turbo V6 (Diesel)     | M          | 160     |
| 4                    | LMP1    | 1  | Audi Sport Team Joest    | Timo Bernhard Romain Dumas Mike Rockenfeller             | Audi R18 TDI                         | M          | 159     |
| 4                    | LMP1    | 1  | Audi Sport Team Joest    | Timo Bernhard Romain Dumas Mike Rockenfeller             | Audi TDI 3.7 L Turbo V6 (Diesel)     | M          | 159     |
| 5                    | LMP1    | 2  | Audi Sport Team Joest    | André Lotterer Benoît Tréluyer Marcel Fässler            | Audi R18 TDI                         | M          | 158     |
| 5                    | LMP1    | 2  | Audi Sport Team Joest    | André Lotterer Benoît Tréluyer Marcel Fässler            | Audi TDI 3.7 L Turbo V6 (Diesel)     | M          | 158     |
| 6                    | LMP1    | 16 | Pescarolo Team           | Emmanuel Collard Christophe Tinseau Julien Jousse        | Pescarolo 01 Evo                     | M          | 156     |
| 6                    | LMP1    | 16 | Pescarolo Team           | Emmanuel Collard Christophe Tinseau Julien Jousse        | Judd GV5 S2 5.0 L V10                | M          | 156     |
| 7                    | LMP1    | 12 | Rebellion Racing         | Neel Jani Nicolas Prost                                  | Lola B10/60                          | M          | 156     |
| 7                    | LMP1    | 12 | Rebellion Racing         | Neel Jani Nicolas Prost                                  | Toyota RV8KLM 3.4 L V8               | M          | 156     |
| 8                    | LMP1    | 9  | Peugeot Sport Total      | Sébastien Bourdais Pedro Lamy Simon Pagenaud             | Peugeot 908                          | M          | 155     |
| 8                    | LMP1    | 9  | Peugeot Sport Total      | Sébastien Bourdais Pedro Lamy Simon Pagenaud             | Peugeot HDi 3.7 L Turbo V8 (Diesel)  | M          | 155     |
| 9                    | LMP1    | 13 | Rebellion Racing         | Jean-Christophe Boullion Andrea Belicchi                 | Lola B10/60                          | M          | 155     |
| 9                    | LMP1    | 13 | Rebellion Racing         | Jean-Christophe Boullion Andrea Belicchi                 | Toyota RV8KLM 3.4 L V8               | M          | 155     |
| 10                   | LMP1    | 10 | Team Oreca-Matmut        | Nicolas Lapierre Loïc Duval Olivier Panis                | Peugeot 908 HDi FAP                  | M          | 152     |
| 10                   | LMP1    | 10 | Team Oreca-Matmut        | Nicolas Lapierre Loïc Duval Olivier Panis                | Peugeot HDi 5.5 L Turbo V12 (Diesel) | M          | 152     |
| 11                   | LMP2    | 46 | TDS Racing               | Mathias Beche Pierre Thiriet Jody Firth                  | Oreca 03                             | M          | 150     |
| 11                   | LMP2    | 46 | TDS Racing               | Mathias Beche Pierre Thiriet Jody Firth                  | Nissan VK45DE 4.5 L V8               | M          | 150     |
| 12                   | LMP2    | 45 | Boutsen Energy Racing    | Dominik Kraihamer Nicolas de Crem                        | Oreca 03                             | D          | 150     |
| 12                   | LMP2    | 45 | Boutsen Energy Racing    | Dominik Kraihamer Nicolas de Crem                        | Nissan VK45DE 4.5 L V8               | D          | 150     |
| 13                   | LMP2    | 42 | Strakka Racing           | Danny Watts Jonny Kane Nick Leventis                     | HPD ARX-01d                          | M          | 150     |
| 13                   | LMP2    | 42 | Strakka Racing           | Danny Watts Jonny Kane Nick Leventis                     | HPD HR28TT 2.8 L Turbo V6            | M          | 150     |
| 14                   | LMP2    | 43 | RLR msport               | Barry Gates Rob Garofall Simon Phillips                  | MG-Lola EX265                        | D          | 147     |
| 14                   | LMP2    | 43 | RLR msport               | Barry Gates Rob Garofall Simon Phillips                  | Judd-BMW HK 3.6 L V8                 | D          | 147     |
| 15                   | LMP2    | 26 | Signatech Nissan         | Franck Mailleux Soheil Ayari Lucas Ordóñez               | Oreca 03                             | D          | 146     |
| 15                   | LMP2    | 26 | Signatech Nissan         | Franck Mailleux Soheil Ayari Lucas Ordóñez               | Nissan VK45DE 4.5 L V8               | D          | 146     |
| 16                   | GTE Pro | 51 | AF Corse                 | Giancarlo Fisichella Gianmaria Bruni                     | Ferrari 458 Italia GT2               | M          | 144     |
| 16                   | GTE Pro | 51 | AF Corse                 | Giancarlo Fisichella Gianmaria Bruni                     | Ferrari 4.5 L V8                     | M          | 144     |
| 17                   | GTE Pro | 89 | Hankook Team Farnbacher  | Dominik Farnbacher Allan Simonsen                        | Ferrari 458 Italia GT2               | H          | 144     |
| 17                   | GTE Pro | 89 | Hankook Team Farnbacher  | Dominik Farnbacher Allan Simonsen                        | Ferrari 4.5 L V8                     | H          | 144     |
| 18                   | GTE Pro | 56 | BMW Motorsport           | Uwe Alzen Andy Priaulx                                   | BMW M3 GT2                           | D          | 144     |
| 18                   | GTE Pro | 56 | BMW Motorsport           | Uwe Alzen Andy Priaulx                                   | BMW 4.0 L V8                         | D          | 144     |
| 19                   | FLM     | 95 | Pegasus Racing           | Mirco Schultis Patrick Simon Julien Schell               | Oreca FLM09                          | M          | 144     |
| 19                   | FLM     | 95 | Pegasus Racing           | Mirco Schultis Patrick Simon Julien Schell               | Chevrolet LS3 6.2 L V8               | M          | 144     |
| 20                   | GTE Pro | 55 | BMW Motorsport           | Jörg Müller Augusto Farfus                               | BMW M3 GT2                           | D          | 143     |
| 20                   | GTE Pro | 55 | BMW Motorsport           | Jörg Müller Augusto Farfus                               | BMW 4.0 L V8                         | D          | 143     |
| 21                   | GTE Pro | 79 | JOTA                     | Simon Dolan Sam Hancock                                  | Aston Martin V8 Vantage GT2          | D          | 141     |
| 21                   | GTE Pro | 79 | JOTA                     | Simon Dolan Sam Hancock                                  | Aston Martin 4.5 L V8                | D          | 141     |
| 22                   | GTE Pro | 75 | Prospeed Competition     | Marco Holzer Marc Goossens                               | Porsche 997 GT3-RSR                  | M          | 141     |
| 22                   | GTE Pro | 75 | Prospeed Competition     | Marco Holzer Marc Goossens                               | Porsche 4.0 L Flat-6                 | M          | 141     |
| 23                   | FLM     | 93 | Genoa Racing             | Jens Petersen Elton Julian Christian Zugel               | Oreca FLM09                          | M          | 141     |
| 23                   | FLM     | 93 | Genoa Racing             | Jens Petersen Elton Julian Christian Zugel               | Chevrolet LS3 6.2 L V8               | M          | 141     |
| 24                   | GTE Am  | 67 | IMSA Performance Matmut  | Raymond Narac Nicolas Armindo                            | Porsche 997 GT3-RSR                  | M          | 140     |
| 24                   | GTE Am  | 67 | IMSA Performance Matmut  | Raymond Narac Nicolas Armindo                            | Porsche 4.0 L Flat-6                 | M          | 140     |
| 25                   | GTE Am  | 61 | AF Corse                 | Piergiuseppe Perazzini Marco Cioci Stéphane Lémeret      | Ferrari F430 GTE                     | M          | 140     |
| 25                   | GTE Am  | 61 | AF Corse                 | Piergiuseppe Perazzini Marco Cioci Stéphane Lémeret      | Ferrari 4.0 V8                       | M          | 140     |
| 26                   | GTE Am  | 50 | Larbre Compétition       | Patrick Bornhauser Julien Canal Gabriele Gardel          | Chevrolet Corvette C6.R              | M          | 139     |
| 26                   | GTE Am  | 50 | Larbre Compétition       | Patrick Bornhauser Julien Canal Gabriele Gardel          | Chevrolet 5.5 L V8                   | M          | 139     |
| 27                   | GTE Am  | 63 | Proton Competition       | Christian Ried Niek Hommerson                            | Porsche 997 GT3-RSR                  | M          | 139     |
| 27                   | GTE Am  | 63 | Proton Competition       | Christian Ried Niek Hommerson                            | Porsche 4.0 L Flat-6                 | M          | 139     |
| 28                   | GTE Am  | 88 | Team Felbermayr-Proton   | Horst Felbermayr, Jr. Bryce Miller                       | Porsche 997 GT3-RSR                  | M          | 137     |
| 28                   | GTE Am  | 88 | Team Felbermayr-Proton   | Horst Felbermayr, Jr. Bryce Miller                       | Porsche 4.0 L Flat-6                 | M          | 137     |
| 29                   | GTE Am  | 62 | CRS Racing               | Pierre Ehret Shaun Lynn Roger Willis                     | Ferrari F430 GTE                     | M          | 137     |
| 29                   | GTE Am  | 62 | CRS Racing               | Pierre Ehret Shaun Lynn Roger Willis                     | Ferrari 4.0 V8                       | M          | 137     |
| 30                   | GTE Am  | 70 | Kessel Racing            | Michał Broniszewski Philipp Peter                        | Ferrari F430 GTE                     | M          | 135     |
| 30                   | GTE Am  | 70 | Kessel Racing            | Michał Broniszewski Philipp Peter                        | Ferrari 4.0 L V8                     | M          | 135     |
| 31                   | GTE Am  | 57 | Krohn Racing             | Tracy Krohn Niclas Jönsson                               | Ferrari F430 GTE                     | D          | 134     |
| 31                   | GTE Am  | 57 | Krohn Racing             | Tracy Krohn Niclas Jönsson                               | Ferrari 4.0 V8                       | D          | 134     |
| 32                   | LMP2    | 35 | OAK Racing               | Patrice Lafargue Fréderic Da Rocha Andrea Barlesi        | OAK Pescarolo 01                     | D          | 134     |
| 32                   | LMP2    | 35 | OAK Racing               | Patrice Lafargue Fréderic Da Rocha Andrea Barlesi        | Judd-BMW HK 3.6 L V8                 | D          | 134     |
| 33                   | GTE Pro | 66 | JMW Motorsport           | Rob Bell James Walker                                    | Ferrari 458 Italia GT2               | D          | 132     |
| 33                   | GTE Pro | 66 | JMW Motorsport           | Rob Bell James Walker                                    | Ferrari 4.5 L V8                     | D          | 132     |
| 34                   | LMP2    | 40 | Race Performance         | Michel Frey Ralph Meichtry Marc Rostan                   | Oreca 03                             | D          | 132     |
| 34                   | LMP2    | 40 | Race Performance         | Michel Frey Ralph Meichtry Marc Rostan                   | Judd-BMW HK 3.6 L V8                 | D          | 132     |
| 35                   | GTE Pro | 77 | Team Felbermayr-Proton   | Marc Lieb Richard Lietz                                  | Porsche 997 GT3-RSR                  | M          | 129     |
| 35                   | GTE Pro | 77 | Team Felbermayr-Proton   | Marc Lieb Richard Lietz                                  | Porsche 4.0 L Flat-6                 | M          | 129     |
| 36                   | FLM     | 92 | Neil Garner Motorsport   | John Hartshorne Steve Keating Phil Keen                  | Oreca FLM09                          | M          | 125     |
| 36                   | FLM     | 92 | Neil Garner Motorsport   | John Hartshorne Steve Keating Phil Keen                  | Chevrolet LS3 6.2 L V8               | M          | 125     |
| 37                   | LMP2    | 41 | Greaves Motorsport       | Gary Chalandon Karim Ojjeh Tom Kimber-Smith              | Zytek Z11SN                          | D          | 123     |
| 37                   | LMP2    | 41 | Greaves Motorsport       | Gary Chalandon Karim Ojjeh Tom Kimber-Smith              | Nissan VK45DE 4.5 L V8               | D          | 123     |
| 38                   | LMP2    | 44 | Extrême Limite AM Paris  | Fabien Rosier Maurice Basso Jean-Marc Luco               | Norma M200P                          | D          | 122     |
| 38                   | LMP2    | 44 | Extrême Limite AM Paris  | Fabien Rosier Maurice Basso Jean-Marc Luco               | Judd-BMW HK 3.6 L V8                 | D          | 122     |
| 39                   | LMP1    | 23 | MIK Corse                | Máximo Cortés Ferdinando Geri Giacomo Piccini            | Zytek 09SC - Hybrid                  | D          | 174     |
| 39                   | LMP1    | 23 | MIK Corse                | Máximo Cortés Ferdinando Geri Giacomo Piccini            | Zytek ZG348 3.4 L V8                 | D          | 174     |
| 40                   | GTE Pro | 64 | Lotus Jetalliance        | Martin Rich Oskar Slingerland                            | Lotus Evora GTE                      | M          | 119     |
| 40                   | GTE Pro | 64 | Lotus Jetalliance        | Martin Rich Oskar Slingerland                            | Toyota (Cosworth) 4.0 L V6           | M          | 119     |
| 41                   | FLM     | 99 | JMB Racing               | Manuel Rodrigues Jean-Marc Menahem Olivier Lombard       | Oreca FLM09                          | M          | 117     |
| 41                   | FLM     | 99 | JMB Racing               | Manuel Rodrigues Jean-Marc Menahem Olivier Lombard       | Chevrolet LS3 6.2 L V8               | M          | 117     |
| DSQ [cita requerida] | FLM     | 91 | Hope Racing              | Nicolas Marroc Luca Moro Zhang Shan Qi                   | Oreca FLM09                          | M          | 144     |
| DSQ [cita requerida] | FLM     | 91 | Hope Racing              | Nicolas Marroc Luca Moro Zhang Shan Qi                   | Chevrolet LS3 6.2 L V8               | M          | 144     |
| DNF                  | GTE Pro | 71 | AF Corse                 | Jaime Melo Toni Vilander                                 | Ferrari 458 Italia GT2               | M          | 137     |
| DNF                  | GTE Pro | 71 | AF Corse                 | Jaime Melo Toni Vilander                                 | Ferrari 4.5 L V8                     | M          | 137     |
| DNF                  | GTE Am  | 82 | CRS Racing               | Phil Quaife Adam Christodoulou Klaas Hummel              | Ferrari F430 GTE                     | M          | 137     |
| DNF                  | GTE Am  | 82 | CRS Racing               | Phil Quaife Adam Christodoulou Klaas Hummel              | Ferrari 4.0 L V8                     | M          | 137     |
| NC                   | GTE Am  | 60 | Gulf AMR Middle East     | Fabien Giroix Roald Goethe Michael Wainright             | Aston Martin V8 Vantage GT2          | D          | 108     |
| NC                   | GTE Am  | 60 | Gulf AMR Middle East     | Fabien Giroix Roald Goethe Michael Wainright             | Aston Martin 4.5 L V8                | D          | 108     |
| DNF                  | LMP1    | 20 | Quifel ASM Team          | Miguel Amaral Olivier Pla                                | Zytek 09SC                           | D          | 106     |
| DNF                  | LMP1    | 20 | Quifel ASM Team          | Miguel Amaral Olivier Pla                                | Zytek ZG348 3.4 L V8                 | D          | 106     |
| DNF                  | GTE Am  | 72 | AF Corse                 | Robert Kauffman Rui Águas                                | Ferrari F430 GTE                     | M          | 105     |
| DNF                  | GTE Am  | 72 | AF Corse                 | Robert Kauffman Rui Águas                                | Ferrari 4.0 V8                       | M          | 105     |
| DNF                  | GTE Pro | 59 | Luxury Racing            | Stéphane Ortelli Frédéric Makowiecki                     | Ferrari 458 Italia GT2               | M          | 64      |
| DNF                  | GTE Pro | 59 | Luxury Racing            | Stéphane Ortelli Frédéric Makowiecki                     | Ferrari 4.5 L V8                     | M          | 64      |
| DNF                  | LMP2    | 39 | Pecom Racing             | Matías Russo Luís Pérez Companc Pierre Kaffer            | Lola B11/40                          | M          | 60      |
| DNF                  | LMP2    | 39 | Pecom Racing             | Matías Russo Luís Pérez Companc Pierre Kaffer            | Judd-BMW HK 3.6 L V8                 | M          | 60      |
| DNF                  | LMP2    | 33 | Level 5 Motorsports      | Scott Tucker Christophe Bouchut João Barbosa             | Lola B08/80                          | M          | 59      |
| DNF                  | LMP2    | 33 | Level 5 Motorsports      | Scott Tucker Christophe Bouchut João Barbosa             | HPD HR28TT 2.8 L Turbo V6            | M          | 59      |
| DNF                  | GTE Pro | 65 | Lotus Jetalliance        | James Rossiter Johnny Mowlem Jonathan Hirschi            | Lotus Evora GTE                      | M          | 21      |
| DNF                  | GTE Pro | 65 | Lotus Jetalliance        | James Rossiter Johnny Mowlem Jonathan Hirschi            | Toyota (Cosworth) 4.0 L V6           | M          | 21      |
| DNF                  | GTE Pro | 76 | IMSA Performance Matmut  | Patrick Pilet Wolf Henzler                               | Porsche 997 GT3-RSR                  | M          | 16      |
| DNF                  | GTE Pro | 76 | IMSA Performance Matmut  | Patrick Pilet Wolf Henzler                               | Porsche 4.0 L Flat-6                 | M          | 16      |
| DNF                  | GTE Pro | 58 | Luxury Racing            | Anthony Beltoise François Jakubowski Jean-Denis Délétraz | Ferrari 458 Italia GT2               | M          | 4       |
| DNF                  | GTE Pro | 58 | Luxury Racing            | Anthony Beltoise François Jakubowski Jean-Denis Délétraz | Ferrari 4.5 L V8                     | M          | 4       |
| DNS                  | LMP1    | 15 | OAK Racing               | Matthieu Lahaye Pierre Ragues Guillaume Moreau           | OAK Pescarolo 01                     | D          | -       |
| DNS                  | LMP1    | 15 | OAK Racing               | Matthieu Lahaye Pierre Ragues Guillaume Moreau           | Judd DB 3.4 L V8                     | D          | -       |
| DNS                  | LMP2    | 36 | RML                      | Mike Newton Thomas Erdos Ben Collins                     | HPD ARX-01d                          | D          | -       |
| DNS                  | LMP2    | 36 | RML                      | Mike Newton Thomas Erdos Ben Collins                     | HPD HR28TT 2.8 L Turbo V6            | D          | -       |